# Paracaudina
Paracaudina is een geslacht van zeekomkommers uit de familie Caudinidae.

## Soorten
- Paracaudina alta Davey & O'Loughlin, 2013
- Paracaudina ambigua O'Loughlin & Barmos, 2011
- Paracaudina australis (Semper, 1868)
- Paracaudina bacillis O'Loughlin & Barmos, 2011
- Paracaudina championi O'Loughlin & Skarbnik-López, 2015
- Paracaudina chilensis (Müller, 1850)
- Paracaudina coriacea (Hutton, 1872)
- Paracaudina cuprea O'Loughlin & Barmos, 2011
- Paracaudina delicata Pawson & Liao, 1992
- Paracaudina keablei O'Loughlin & Barmos, 2011
- Paracaudina luticola Hickman, 1962
- Paracaudina reductia Davey & O'Loughlin, 2013
- Paracaudina tetrapora (H.L. Clark, 1914)
- Paracaudina tripoda O'Loughlin & Barmos, 2011